# Achille Rosina
Achille Rosina (fl. XX secolo) è stato un calciatore italiano, di ruolo attaccante.

## Carriera
Debutta in massima serie con il Novara nel 1925-1926; in quella stagione e nel campionato 1927-1928 disputa complessivamente 28 gare segnando 13 reti.
Dopo aver lasciato il Novara nel 1930, milita nel Felice Saini di Cressa.